# El Hortelano
El Hortelano är en ort i Mexiko.   Den ligger i kommunen Zitácuaro och delstaten Michoacán de Ocampo, i den södra delen av landet, 130 km väster om huvudstaden Mexico City. El Hortelano ligger 1 902 meter över havet och antalet invånare är 283.
Terrängen runt El Hortelano är varierad. Runt El Hortelano är det tätbefolkat, med 319 invånare per kvadratkilometer. Närmaste större samhälle är Heróica Zitácuaro, 4,9 km söder om El Hortelano. Omgivningarna runt El Hortelano är en mosaik av jordbruksmark och naturlig växtlighet.